# جعفر گلباز
جعفر گلباز (زادهٔ ۱۳۳۶ در ساوجبلاغ) نمایندهٔ حوزهٔ انتخابیهٔ ساوجبلاغ، طالقان و نظرآباد در دورهٔ ششم مجلس شورای اسلامی بوده‌است. وی پیش‌تر در دورهٔ پنجم نیز عضو این مجلس بود
وی در تهران زندگی میکند، فعالیت سیاسی نداشته و به شغل شخصی خود (وکالت) پرداخته است